# Островица (Лишане Островичке)
Островица је насељено мјесто у Равним котарима, у сјеверној Далмацији. Припада општини Лишане Островичке у Задарској жупанији, Република Хрватска.

## Географија
Островица је од Лишана Островичких удаљена око 4 км. Над насељем доминирају брда Мачков Камен и Дивач, а јужно од села су њиве и пашњаци Равних Котара.

## Историја
До територијалне реорганизације у Хрватској насеље се налазило у саставу бивше велике општине Бенковац. Островица се од распада Југославије до августа 1995. године налазила у Републици Српској Крајини.

## Култура
У Островици се налази храм Српске православне цркве Светог Луке из 1524. године. Изнад села се налази истоимена средњовјековна тврђава.

## Становништво
Према попису из 1991. године, Островица је имала 250 становника, од чега 227 Срба, 19 Хрвата и 4 Југословена. Према попису становништва из 2001. године, Островица је имала 60 становника. Островица је према попису становништва 2011. године имала 86 становника.
| Националност       | 1991. | 1981. | 1971. | 1961. |
| Срби               | 227   | 258   | 262   |       |
| Хрвати             | 19    | 19    | 23    |       |
| Југословени        | 4     | 20    | 10    |       |
| остали и непознато |       | 2     | 2     |       |
| Укупно             | 250   | 299   | 297   | '     |

| Демографија | Демографија | Демографија |
| Година      | Становника  | Становника  |
| ----------- | ----------- | ----------- |
| 1971.       | 297         |             |
| 1981.       | 299         |             |
| 1991.       | 250         |             |
| 2001.       | 60          |             |
| 2011.       |             | 86          |

## Попис 1991.
На попису становништва 1991. године, насељено место Островица је имало 250 становника, следећег националног састава:
| Попис 1991.‍ | Попис 1991.‍ | Попис 1991.‍ | Попис 1991.‍ | Попис 1991.‍ |
| ----------- | ----------- | ----------- | ----------- | ----------- |
|             |             |             |             |             |
| Срби        | Срби        |             | 227         | 90,80%      |
| Хрвати      | Хрвати      |             | 19          | 7,60%       |
| Југословени | Југословени |             | 4           | 1,60%       |
| укупно: 250 |             |             |             |             |

## Презимена
- Атлагић — Православци
- Бачкулић — Православци
- Бјелан — Православци
- Борак — Православци
- Кусало — Православци
- Мачак — Православци
- Мандић — Православци
- Медић — Православци
- Памучар — Православци
- Цвјетан — Православци
- Чотра — Православци
- Занатић — Римокатолици
- Мијаљевић — Римокатолици